# 2023年幾內亞比紹未遂政變
幾內亞比紹首都比索，在2023年11月30日-12月1日，爆發了政府軍和國民警衛隊部隊之間的衝突，國民警衛隊釋放了兩名被指控腐敗的部長。衝突導致國民警衛隊指揮官Victor Tchongo上校被捕。這些事件被總統乌马罗·西索科·恩巴洛描述為“未遂政變”。衝突發生后，恩巴羅下令解散該國的議會。

## 背景
幾內亞比紹的半總統制限制了總統的權力，允許全國人民議會中的多數黨任命內閣，這也意味著自2023年3月選舉以來，目前由反對黨幾佛獨立黨主導的立法機構也控制著國民警衛隊，內政部屬於該黨的管轄範圍。
2022年，恩巴羅倖免於難針對他的政變企圖造成11人死亡(2022年幾內亞比紹未遂政變)，這促使他解散立法機構，理由是與該機構存在“無法解決的分歧”。自1974年從葡萄牙獨立(康乃馨革命)以來，幾內亞比紹至少發生了10次未遂政變，只有一位民選總統完成了完整的任期。

## 拘留部長
2023年11月30日上午，財政部長蘇萊曼·塞迪和財政部秘書安東尼奧·蒙泰羅在對涉嫌非法提取10萬美元的國家資金進行調查時，受到了反腐敗調查的質疑，這些資金被發現已支付給11家公司。審訊后，他們根據總統任命的國家檢察官的命令被逮捕。全國人民議會反對黨領袖聲稱，這些公司的所有者與該國幾佛獨立黨領導的執政聯盟的領導人關係密切。部長們被關押在比紹班迪姆市場附近的一個警局。

## 釋放部長
當晚晚些時候，「手持AK-47和火箭筒」的國民警衛隊成員衝進了警局，塞迪和蒙泰羅被關押，國民警衛隊成員將部長們從牢房中釋放出來。部長們隨後被帶到一個秘密地點，後來在公共部下令重新逮捕他們後被當局發現，而參與釋放他們的衛兵則撤退到聖盧西亞地區的一個軍營。

## 衝突
事件發生后，據報導，國民警衛隊與總統府營特種部隊領導的親政府部隊在晚上11點之後在安圖拉附近和總統府附近，以及國民警衛隊干預旅所在的比紹郊區的羅安達附近發生了槍聲。槍擊一直持續到11月1日中午，當時軍隊宣佈國民警衛隊指揮官維克多·瓊戈上校已被俘，儘管其他說法聲稱他已經投降。軍方發佈的一張照片顯示，瓊戈被拘留在一輛皮卡車上，穿著明顯血腥的衣服。1日上午，在比紹的街道上看到了軍車和路障，同時加強了司法警察總部，總統府和一些部委等戰略設施周圍的安全。西非經濟共同體部署的區域穩定部隊也被發現在街上巡邏。
據報導，有兩人在戰鬥中喪生，六名親政府士兵受傷並被疏散到鄰國塞內加爾。軍方表示，國民警衛隊的軍官和人員逃往該國內陸，人數不詳。一些居民也逃到首都南部。

## 後果
衝突爆發時，正在迪拜參加2023年聯合國氣候變化大會的恩巴羅於12月2日晚返回幾內亞比索，並下令解除維克多·瓊戈的國民警衛隊指揮官職務。他稱這些衝突是「未遂政變」，是在10月11日紀念幾內亞比紹武裝部隊成立的慶祝活動之前準備的。在訪問國民警衛隊軍營后，恩巴羅說，瓊戈“被某人命令”釋放塞迪和蒙泰羅。恩巴羅在向警衛發表講話時說，他們被瓊戈“背叛”了，併發誓他會“付出沉重的代價”。他進一步聲稱國民警衛隊與“國家機器內的某些政治利益”之間存在“共謀”，並譴責“政府的消極態度”，並補充說國民警衛隊試圖阻止對這兩位部長的調查。
12月4日，恩巴羅頒布法令，解散全國人民議會，並下令在幾內亞比索國家廣播電臺和幾內亞比索電視台等國家媒體總部部署士兵，以取代被視為忠於國民議會的領導人。恩巴羅還宣布總理傑拉爾多·馬丁斯將繼續任職，但他將接管國防部和內政部，作為回應，幾內亞比紹眾議院議長多明戈斯·西蒙斯·佩雷拉是恩巴羅的長期競爭對手，他指責總統發動了“憲法政變”，並指出憲法規定，立法機構不能在選舉后的前12個月內解散，最後一次選舉是在2023年3月舉行。在宣布之後，看到幾名年輕人在議會大樓附近的一條街道上燃燒輪胎，而一些人聚集在大樓前抗議解散，對再次投票表示疲憊。

## 國內
政府發言人法蘭西斯科·穆尼羅·孔戴（Francisco Muniro Conte）表示，“當選總統必須完成任期”，並補充說，“如果法律真正得到尊重，我們不能阻礙面臨正義的人。

## 國際
西非經共體發表聲明說，它“強烈譴責幾內亞比索的暴力和一切破壞憲法秩序和法治的企圖”，並呼籲“依法逮捕和起訴事件的肇事者”。非洲聯盟主席穆薩·法基發表聲明說，他“強烈譴責國民警衛隊成員最近在幾內亞比紹犯下的暴力事件”，同時對恩巴羅解散國民議會的決定表示關切。
聯合國秘書長安東尼奧·古特雷斯的發言人斯特凡·杜加里克呼籲保持冷靜，並敦促安全部隊和軍隊“避免繼續干涉國家政治”。